# Рейнсоо, Ээрик
Ээрик Рейнсоо (эст. Eerik Reinsoo; 12 мая 1988, Таллин) — эстонский футболист, полузащитник, и игрок в мини-футбол. Выступал за сборную Эстонии по мини-футболу.

## Биография
Воспитанник таллинской «Флоры». Взрослую карьеру начинал в командах, входивших в систему «Флоры», в основном выступавших в первой лиге Эстонии. В составе «Флоры-2» — полуфиналист Кубка Эстонии 2007/08. В 2009 году перешёл в «Тулевик» (Вильянди), в его составе дебютировал в высшей лиге Эстонии 14 марта 2009 года в матче против «Таммеки», заменив на 39-й минуте Расмуса Лухакоодера. Всего за сезона сыграл 18 матчей за «Тулевик» в чемпионате. Весеннюю часть сезона 2010 года провёл в клубе первой лиги «Валга Уорриор». С лета 2010 года в течение пяти неполных сезонов играл за «Пайде ЛМ», сыграл более 100 матчей в чемпионате. Стал финалистом Кубка Эстонии 2014/15, но в том розыгрыше вышел на поле только в одном матче на ранней стадии. Также осенью 2011 года играл за клуб третьего дивизиона Норвегии «Фрейя». В конце карьеры играл за «Пайде-2» и «Пайде-3» в низших лигах.
Всего в высшем дивизионе Эстонии сыграл 124 матча и забил 2 гола.
Вызывался в молодёжную сборную Эстонии.
Также выступал в мини-футболе (футзале), в течение нескольких сезонов в 2010-е годы представлял таллинский клуб «Аугур». Зимой 2016/17 годов провёл 6 матчей за сборную Эстонии по мини-футболу.